# Plaza de España (Manila)
La Plaza de España es una plaza pública en el distrito histórico de Intramuros en Manila, Filipinas. La plaza tiene forma triangular con una estatua en el centro del rey Felipe II de España, cuyo nombre es de donde proviene el nombre del país, "Filipinas".

## Descripción
La plaza está entre la avenida Andrés Soriano, la calle Solana y la calle Muralla. La plaza es una de 47 parques y plazas en la ciudad de Manila mantenidos por la oficina de parques del ayuntamiento en conjunto con la Administración Intramuros.
La plaza está rodeada por la Intendencia, edificio que data de la época colonial española de Filipinas, el edificio del Banco de las Islas Filipinas que reemplazó la antigua iglesia de Santo Domingo destruida durante la Segunda Guerra Mundial, y el edificio del Banco Filipino construido en parte sobre el terreno del antiguo edificio del ayuntamiento de Manila.

## Historia
Durante el período colonial español temprano, la plaza se conocía como la plaza Aduana. Luego en 1897 fue rebautizada como la plaza de los Mártires de la Integridad de la Patria o sencillamente plaza de Mártires en honor a los soldados españoles que murieron durante la revolución filipina. No fue hasta 1902 durante el período colonial estadounidense cuándo la plaza llegó a llamarse la plaza de España, nombre que mantiene hoy en día.
En 1982 la Administración Intramuros empezó a restaurar la plaza y en 1998 se instaló el monumento al rey Felipe II de España en el centro de la plaza. La nueva plaza y su estatua fueron inaugurados en el 2000 por la Reina Sofía durante su visita oficial a Filipinas. La visita de la reina conmemoraba el centenario filipino.

## Galería

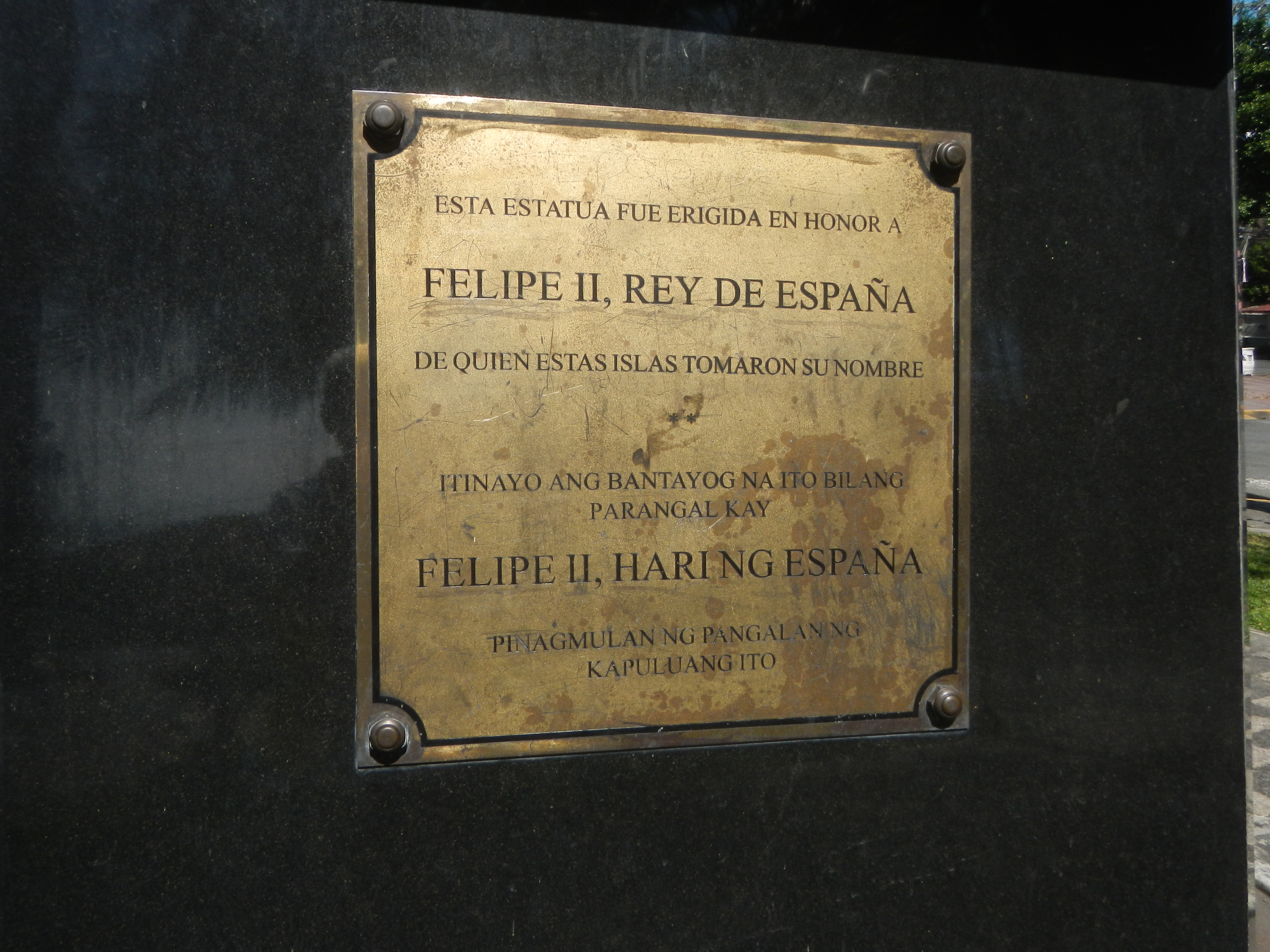
Placa bajo la estatua del rey Felipe II de España
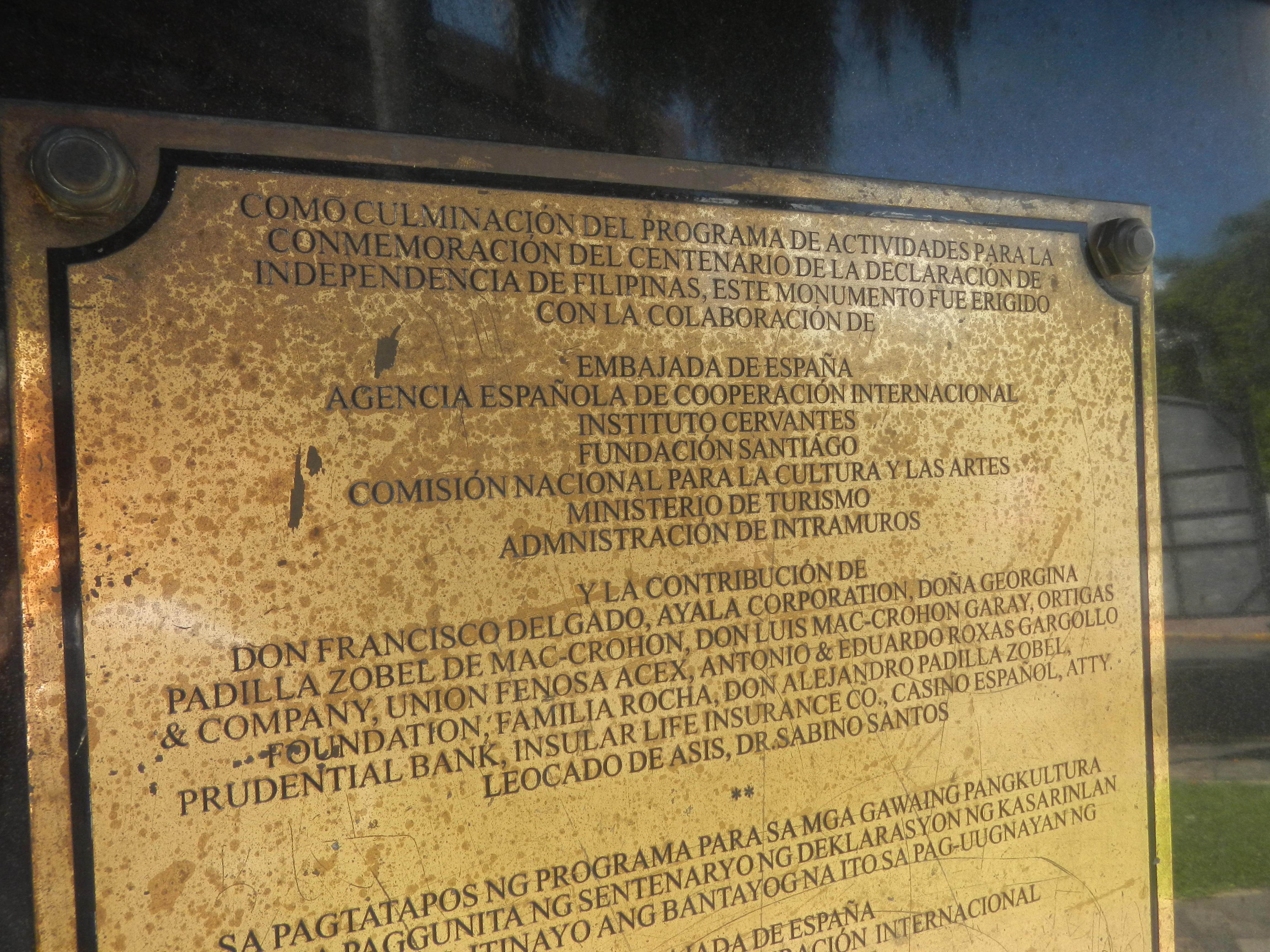
Placa de la inauguración de la remodelación del parque y su nueva estatua presidida por la Reina Sofía en el 2000
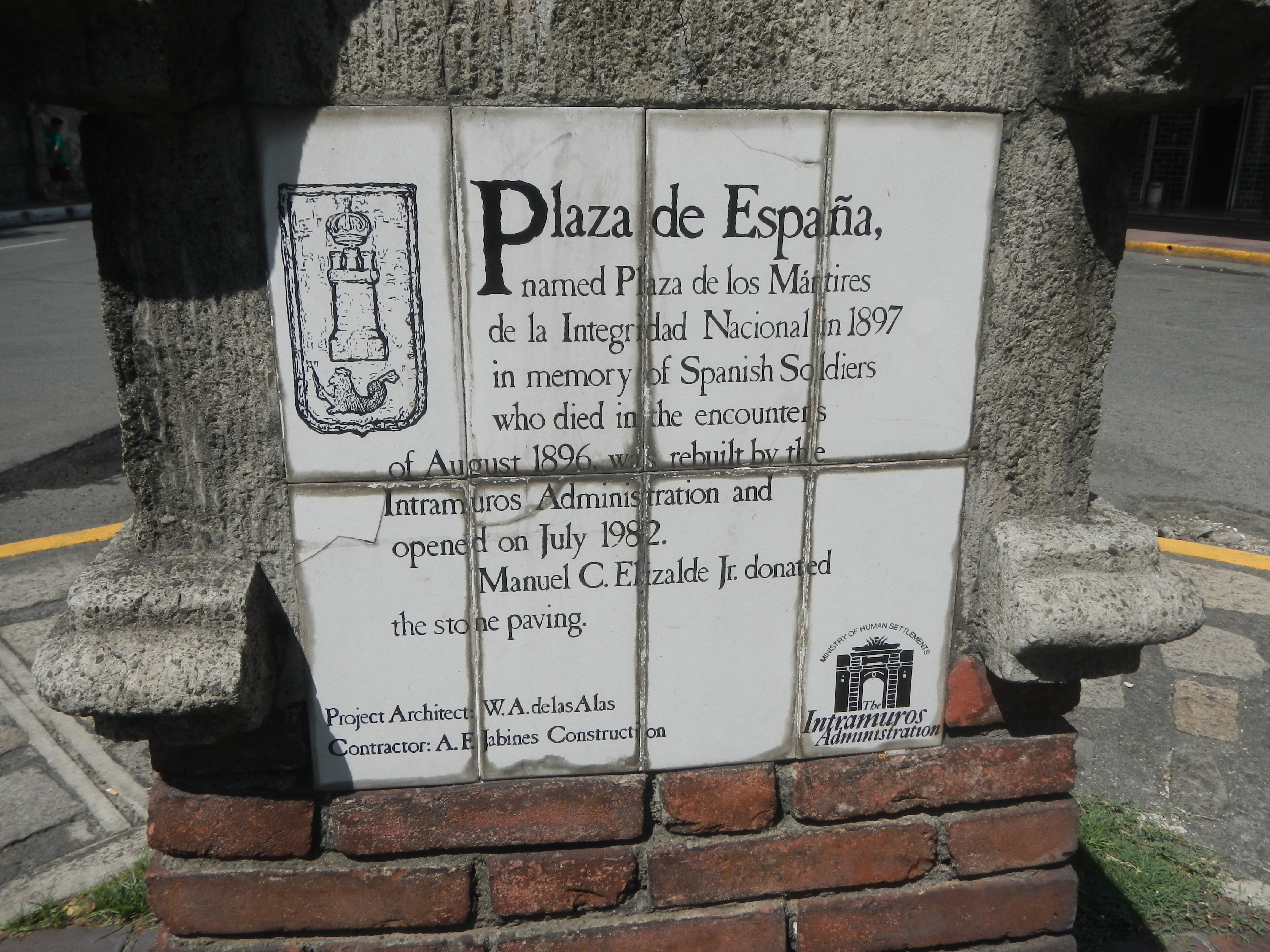
Rótulo en azulejos de la plaza
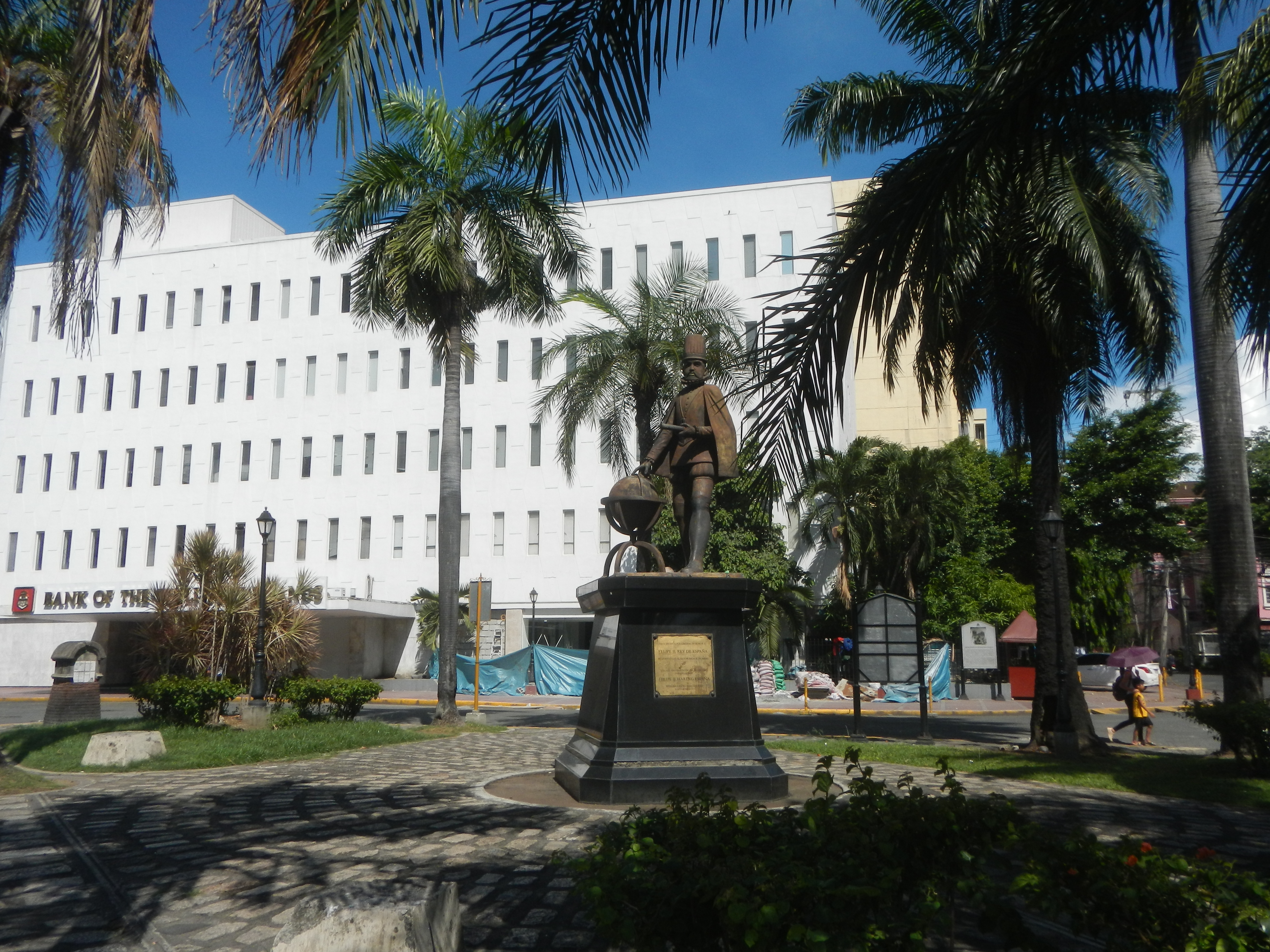
Vista del parque